# Sára Mátó
Sára Mátó (23 de diciembre de 2000) es una deportista de Hungría que compite en atletismo. Ganó una medalla de plata en el Campeonato Europeo de Atletismo Sub-20 de 2019, en la prueba de 400 m vallas.